# فابيان ديبيك
فابيان ديبيك (بالفرنسية: Fabien Debec)‏ (18 يناير 1976 في ليون) لاعب كرة قدم فرنسي يلعب حاليا لصالح نادي الدرجة الأولى للهواة طولون الفرنسي في مركز حارس مرمى .

## وصلات خارجية
- فابيان ديبيك على موقع قاعدة بيانات كرة القدم.إي يو (الإنجليزية)
- فابيان ديبيك على موقع Soccerbase.com (لاعب) (الإنجليزية)